# Aphodius ater
Aphodius ater is een keversoort uit de familie bladsprietkevers (Scarabaeidae). De wetenschappelijke naam van de soort is voor het eerst geldig gepubliceerd in 1774 door Charles De Geer.